# BAFTA 2020
Os Prémios da Academia Britânica de Cinema de 2020, mais conhecido como BAFTA 2020, ocorreu em 2 de fevereiro de 2020, no Royal Albert Hall, em Londres, Inglaterra, honrando os melhores profissionais assim como filmes nacionais e estrangeiros de 2019.
A cerimônia foi apresentada pelo comediante britânico Graham Norton. As indicações foram divulgadas em 7 de janeiro de 2020. A cerimônia deste ano também marcou a inclusão de uma nova categoria de premiação, Melhor Escolha de Elenco.

## Vencedores e indicados
Os indicados foram anunciados em 7 de janeiro de 2020.
| Melhor Filme 1917 – Pippa Harris, Callum McDougall, Sam Mendes e Jayne-Ann Tenggren - The Irishman – Robert De Niro, Jane Rosenthal, Martin Scorsese e Emma Tillinger Koskoff - Joker – Bradley Cooper, Todd Phillips e Emma Tillinger Koskoff - Once Upon a Time in Hollywood – David Heyman, Shannon McIntosh e Quentin Tarantino - Gisaengchung (Parasite) – Bong Joon-ho e Kwak Sin-ae                                                                                         | Melhor Diretor Sam Mendes – 1917 - Bong Joon-ho – Gisaengchung (Parasite) - Todd Phillips – Joker - Martin Scorsese – The Irishman - Quentin Tarantino – Once Upon a Time in Hollywood |
| Melhor Ator Joaquin Phoenix – Joker como Arthur Fleck / Joker - Leonardo DiCaprio – Once Upon a Time in Hollywood como Rick Dalton - Adam Driver – Marriage Story como Charlie Barber - Taron Egerton – Rocketman como Elton John - Jonathan Pryce – The Two Popes como Cardeal Jorge Mario Bergoglio | Melhor Atriz Renée Zellweger – Judy como Judy Garland - Jessie Buckley – Wild Rose como Rose-Lynn Harlan - Scarlett Johansson – Marriage Story como Nicole Barber - Saoirse Ronan – Little Women como Josephine "Jo" March - Charlize Theron – Bombshell como Megyn Kelly |
| Melhor Ator Coadjuvante Brad Pitt – Once Upon a Time in Hollywood como Cliff Booth - Tom Hanks – A Beautiful Day in the Neighborhood como Fred Rogers - Anthony Hopkins – The Two Popes como Papa Bento XVI - Al Pacino – The Irishman como Jimmy Hoffa - Joe Pesci – The Irishman como Russell Bufalino | Melhor Atriz Coadjuvante Laura Dern – Marriage Story como Nora Fanshaw - Scarlett Johansson – Jojo Rabbit como Rosie Betzler - Florence Pugh – Little Women como Amy March - Margot Robbie – Bombshell como Kayla Pospisil - Margot Robbie – Once Upon a Time in Hollywood como Sharon Tate |
| Melhor Roteiro Original Han Jin-won e Bong Joon-ho – Gisaengchung (Parasite) - Noah Baumbach – Marriage Story - Susanna Fogel, Emily Halpern, Sarah Haskins e Katie Silberman – Booksmart - Rian Johnson – Knives Out - Quentin Tarantino – Once Upon a Time in Hollywood | Melhor Roteiro Adaptado Taika Waititi – Jojo Rabbit - Anthony McCarten – The Two Popes - Greta Gerwig – Little Women - Todd Phillips e Scott Silver – Joker - Steven Zaillian – The Irishman |
| Melhor Cinematografia 1917 – Roger Deakins - The Irishman – Rodrigo Prieto - Joker – Lawrence Sher - Ford v Ferrari – Phedon Papamichael - The Lighthouse – Jarin Blaschke | Melhor Estreia Britânica Mark Jenkin, Kate Byers e Lynn Waite – Bait - Waad Al-Kateab e Edward Watts – For Sama - Alex Holmes – Maiden - Harry Wootliff – Only You - Alvaro Delgado-Aparicio – Retablo |
| Melhor Filme Britânico 1917 – Sam Mendes, Pippa Harris, Jayne-Ann Tenggren, Callum McDougall e Krysty Wilson-Cairns - Bait – Mark Jenkin, Kate Byers e Linn Waite - For Sama – Waad Al-Kateab e Edward Watts - Rocketman – Dexter Fletcher, Adam Bohling, David Furnish, David Reid, Matthew Vaughn e Lee Hall - Sorry We Missed You – Ken Loach, Rebecca O'Brien e Paul Laverty - The Two Popes – Fernando Meirelles, Jonathan Eirich, Dan Lin, Tracey Seaward e Anthony McCarten | Melhor Documentário For Sama – Waad Al-Kateab e Edward Watts - American Factory – Steven Bognar e Julia Reichert - Apollo 11 – Todd Douglas Miller - Diego Maradona – Asif Kapadia - The Great Hack – Karim Amer e Jehane Noujaim |
| Melhor Trilha Sonora Joker – Hildur Guðnadóttir - 1917 – Thomas Newman - Jojo Rabbit – Michael Giacchino - Little Women – Alexandre Desplat - Star Wars: The Rise of Skywalker – John Williams | Melhor Som 1917 – Scott Millan, Oliver Tarney, Rachael Tate, Mark Taylor e Stuart Wilson - Joker – Todd Maitland, Alan Robert Murray, Tom Ozanich e Dean Zupancic - Ford v Ferrari – David Giammarco, Paul Massey, Steven A. Morrow e Donald Sylvester - Rocketman – Matthew Collinge, John Hayes, Mike Prestwood Smith e Danny Sheehan - Star Wars: The Rise of Skywalker – David Acord, Andy Nelson, Christopher Scarabosio, Stuart Wilson e Matthew Wood |
| Melhor Design de Produção 1917 – Dennis Gassner e Lee Sandales - The Irishman – Bob Shaw e Regina Graves - Jojo Rabbit – Ra Vincent e Nora Sopková - Joker – Mark Friedberg e Kris Moran - Once Upon a Time in Hollywood – Barbara Ling e Nancy Haigh | Melhores Efeitos Visuais 1917 – Greg Butler, Guillaume Rocheron e Dominic Tuohy - Avengers: Endgame – Dan DeLeeuw, Dan Sudick, Matt Aitken e Russell Earl - The Irishman – Leandro Estebecorena, Stephane Grabli e Pablo Helman - The Lion King – Andrew R. Jones, Robert Legato, Elliot Newman e Adam Valdez - Star Wars: The Rise of Skywalker – Roger Guyett, Paul Kavanagh, Neal Scanlan e Dominic Tuohy                                                |
| Melhor Figurino Little Women – Jacqueline Durran - The Irishman – Sandy Powell e Christopher Peterson - Jojo Rabbit – Mayes C. Rubeo - Judy – Jany Temime - Once Upon a Time in Hollywood – Arianne Phillips | Melhor Maquiagem e Caracterização Bombshell – Kazuhiro Tsuji, Vivian Baker e Anne Morgan - 1917 – Naomi Donne e Tristan Versluis - Joker – Kay Georgiou e Nicki Ledermann - Judy – Jeremy Woodhead - Rocketman – Elizabeth Yianni-Georgiou, Barrie Gower e Tapio Salmi |
| Melhor Edição Ford v Ferrari – Andrew Buckland e Michael McCusker - The Irishman – Thelma Schoonmaker - Jojo Rabbit – Tom Eagles - Joker – Jeff Groth - Once Upon a Time in Hollywood – Fred Raskin | Melhor Filme Estrangeiro Gisaengchung (Parasite) – Bong Joon-ho - The Farewell – Lulu Wang e Daniele Melia - For Sama – Waad Al-Kateab e Edward Watts - Dolor y gloria – Pedro Almodóvar e Agustín Almodóvar - Portrait de la jeune fille en feu – Céline Sciamma e Bénédicte Couvreur |
| Melhor Filme Animado Klaus – Sergio Pablos e Jinko Gotoh - Frozen 2 – Chris Buck, Jennifer Lee e Peter Del Vecho - A Shaun the Sheep Movie: Farmageddon – Will Becher, Richard Phelan e Paul Kewley - Toy Story 4 – Josh Cooley e Mark Nielsen | Melhor Curta-Metragem em Animação Grandad Was a Romantic. – Maryam Mohajer - In Her Boots – Kathrin Steinbacher - The Magic Boa – Naaman Azhari e Lilia Laurel |
| Melhor Curta-Metragem Britânico Learning to Skateboard in a Warzone (If You’re a Girl) – Carol Dysinger e Elena Andreicheva - Azaar – Myriam Raja e Nathanael Baring - Goldfish – Hector Dockrill, Harri Kamalanathan, Benedict Turnbull e Laura Dockrill - Kamali – Sasha Rainbow e Rosalind Croad - The Trap – Lena Headey e Anthony Fitzgerald | Melhor Escolha de Elenco Joker – Shayna Markowitz - Marriage Story – Douglas Aibel e Francine Maisler - Once Upon a Time in Hollywood – Victoria Thomas - The Personal History of David Copperfield – Sarah Crowe - The Two Popes – Nina Gold |
| Melhor Ator/Atriz em Ascensão Awkwafina - Jack Lowden - Kaitlyn Dever - Kelvin Harrison Jr. - Micheal Ward | BAFTA Fellowship Kathleen Kennedy |

### Filmes com múltiplas nomeações
| Nomeações | Filmes                           |
| --------- | -------------------------------- |
| 11        | Joker                            |
| 10        | Once Upon a Time in Hollywood    |
| 10        | The Irishman                     |
| 9         | 1917                             |
| 6         | Jojo Rabbit                      |
| 5         | Little Women                     |
| 5         | Marriage Story                   |
| 5         | The Two Popes                    |
| 4         | For Sama                         |
| 4         | Gisaengchung (Parasite)          |
| 4         | Rocketman                        |
| 3         | Bombshell                        |
| 3         | Ford v Ferrari                   |
| 3         | Judy                             |
| 3         | Star Wars: The Rise of Skywalker |